# RIM-162 ESSM
RIM-162 ESSM (Evolved Sea Sparrow Missile) är en fartygsbaserad allväderskapabel luftvärnsrobot med medellång räckvidd. ESSM använder sig, precis som de flesta andra fartygsbaserade luftvärnsrobotar, av semiaktiv radarsökning. Robotens syfte är skydda ytfartyg mot hot i form av sjömålsrobotar, kryssningsrobotar, stridsflygplan och helikoptrar och den är särskilt designad för att kunna slå ut kraftigt manövrerande supersoniska sjömålsrobotar såsom den av Sovjetunionen utvecklade P-270 Moskit och den indisk-ryska BrahMos. Roboten har utvecklats av Raytheon Company med stöd av ett konsortium bildat av ett tiotal NATO-länder som ersättare för RIM-7 Sea Sparrow. Jämfört med sin föregångare har ESSM ny raketmotor som ger längre räckvidd och högre chans till träff på längre avstånd, ny stjärtsektion som ger bättre manöverförmåga och ny stridsspets. Dessutom har guidningssystemet och styrsystemet uppgraderats. Användarländerna inkluderar Australien, Danmark, Grekland, Nederländerna, Norge, Spanien, Tyskland och USA med flera. En robot kostar cirka 800 000 dollar, ungefär 5,5–6 miljoner svenska kronor.

## Egenskaper
ESSM är utvecklad för att ge ytfartyg förmåga att försvara sig mot hot i form av stridsflyg, helikoptrar och sjömålsrobotar inklusive kryssningsrobotar. Den är framförallt tänkt att användas för självförsvar av det egna skeppet och fungerar som ett komplement till den större Standard Missile 2 som har längre räckvidd.

### Målsökning och guidning
ESSM har, precis som sin föregångare, semiaktiv radarmålsökare. Den är med andra ord beroende av att en extern fartygsmonterad radar belyser målet med radarenergi som reflekteras av målet och sedan uppfattas av robotens målsökare. Roboten kan använda sig av homing all the way-teknik (Översatt ungefär "målsökning hela vägen") eller av mållägesuppdatering-teknik med terminal semiaktiv radarsökning för att framgångsrikt genskjuta målet.

### Homing all the way
Homing all the way-teknik (HAW) innebär att roboten under hela sin färd guidas av radarreflektioner från målet som robotens målsökare uppfattar. Detta kräver att målet hela tiden är närmare än radarhorisonten. HAW innebär att belysningsradarn är upptagen under hela bekämpningen vilket begränsar antalet mål som kan bekämpas samtidigt.

### Mållägesuppdatering med semiaktiv radarsökning
Mållägesuppdaterings-teknik med terminal semiaktiv radarsökning innebär att roboten, omedelbart innan den avfyras, av fartygets eldledningssystem programmeras med en färdpunkt som roboten sedan flyger till med hjälp av sitt tröghetsnavigeringssystem. Senast när roboten når fram till färdpunkten mottager roboten via radiolänk från fartyget en uppdatering rörande målets läge. Roboten ändrar därefter sin kurs för att genskjuta målet. När roboten har kommit till ett visst avstånd från målet börjar fartygets belysningsradar belysa målet samtidigt som roboten slår på sin målsökare och därefter guidas roboten av målsökaren. Mållägesuppdateringsteknik har fördelen att målbelysning endast behöver ske under slutfasen av bekämpningen vilket innebär att belysningsradarn under större delen av en robots färd kan användas för att belysa andra mål för andra robotar. Detta innebär följaktligen att ett större antal mål kan bekämpas simultant.

### Raketmotor
Robotens vingar har, jämfört med RIM-7 Sea Sparrow, kunnat göras mycket mindre. Detta ger möjlighet att använda en större raketmotor med två till fyra gånger större kinetisk energi. Detta fördubblar räckvidden, ger högre maxfart samt bättre manöverförmåga. Manöverförmågan är avsevärt förbättrad och ESSM kan manövrera med 50 G vilket ger den möjlighet att slå ut sjömålsrobotar som manövrerar med 4 G. Motorn är designad för att brinna ut fort för att inte störa elektrooptiska system på fartyget mer än nödvändigt.

### Andra fördelar
Andra fördelar med ESSM jämfört med Sea Sparrow är kortare reaktionstid, en okänslig stridsspets och möjligheten att dela belysningsradar vilket gör att fler robotar kan kontrolleras samtidigt. Prestandan mot mål med liten radaryta är också förbättrad. Som redan nämnts har guidningssystemet uppgraderats med bland annat ett förbättrat låghöjdsnavigeringsläge som gör roboten exceptionellt effektiv mot lågt flygande kryssningsrobotar. 

## Avfyrningssystem
Missilen är konstruerad för att avfyras vertikalt och kan användas i flera olika avfyrningssystem. Dessa inkluderar det allmänt spridda Mk41 Vertical Launching System, Mk48 Guided Missile Vertical Launching System och det horisontella Mk29 Guided Missile Launching System. När roboten används i Mk41 VLS har man genom att göra robotens vingar mindre möjliggjort förvarandet av fyra robotar i varje cell. Med andra ord går det att i ett VLS Mk41 med 8 celler förvara 32 ESSM jämfört med 8 RIM-7 Sea Sparrow. Detta ger stora utrymmesbesparingar på fartyget och indirekt även lägre total systemkostnad. 
Värt att notera är också att när roboten avfyras vertikalt är den utrustad med en thrust vectoring-tillsats som kort efter avfyrningen låter roboten svänga mycket kraftigt och ändra riktning från uppåt till mot horisonten. Denna tillsats släpps sedan av efter att roboten svängt.

## Versioner
Roboten finns i fyra olika versioner. RIM-162A är avsedd för fartyg som är utrustade med Mk41 VLS och Aegis/SM-2 och använder en datalänk i S-bandet för uppladdning och nedladdning av information. RIM-162B är avsedd för fartyg med Mk41 VLS och Sea Sparrow eldledningssystem och använder X-bandet för semiaktiv radarsökning samt en datalänk i X-bandet för uppladdning men saknar förmåga att ladda ner information till ett fartyg. RIM-162C är avsedd för fartyg med Mk48 GMVLS men liknar i övrigt B-versionen och RIM-162D är tänkt att användas på fartyg som har Mk29 GMLS men liknar också i övrigt B-versionen. Notera att alla utom A-versionen erbjuder Homing All the Way-teknik som alternativ till mållägesuppdatering via datalänk.

## Stridslednings- och belysningsradarsystem
Roboten är kompatibel med en mängd olika radarsystem, stridsledningssystem, belysningsradarsystem och avfyrningssystem. Som nämnts ovan kan roboten användas med den amerikanska multifunktionsradarn AN/SPY-1 och det tillhörande amerikanska stridsledningssystemet Aegis. Här används en belysningsradar benämnd AN/SPG-62. Den kan också användas med nederländska Thales avancerade APAR-radar för robotkontroll och målbelysning. Företagets stridsledningssystem TACTICOS är utrustat med en teknologi kallad Interrupted Continous Wave Illumination som ger APAR möjlighet att kontrollera upp till 20 robotar simultant med samtidig målbelysning för 8 robotar. För bakåtkompatibilitet kan ESSM också användas tillsammans med Sea Sparrow-system som använder Continous Wave Illumination. Dessa system inkluderar stridsledningssystem som SAABs 9LV Mk3/Mk4, danska STANFLEX, det amerikanska Mk57 Nato Seasparrow Surface Missile System (NSSMS) och amerikanska Ship Self Defense System och belysningsradarsystem såsom bland annat Saab CEROS 200 och Thales STIR.